# Paul Willert
Max Paul Georg Willert (* 12. Dezember 1901 in Tanna; † 17. Juni 1988 in Göttingen) war ein deutscher Musikwissenschaftler und Sänger (Bariton).

## Leben
Willert wurde 1901 als Sohn eines Lehrers und einer Hausfrau im thüringischen Tanna geboren. Er war Schüler an der Volksschule und dem Realgymnasium in Frankenhausen. Bis zur ersten Lehramtsprüfung 1921 besuchte er das Lehrerseminar Leipzig. 1924 folgte die zweite Lehrerprüfung. Nach einer kurzen Volksschullehrerzeit in Chemnitz studierte er von 1926 bis 1928 Musikwissenschaft, Musikpädagogik und Germanistik an der Universität Leipzig sowie Gesang am Konservatorium Leipzig. Außerdem legte er die Reifeprüfung für Volksschullehrer am Schillergymnasium zu Leipzig ab. 1928 erwarb er die Lehrbefähigung für Gesang und wirkte dann als Musiklehrer am Realgymnasium in Greiz sowie als Konzert- und Oratoriensänger.
1933 trat das gesamte Lehrerkollegium des Realgymnasiums in die NSDAP ein. 1938 wurde er für ein Studium an der Musikhochschule Weimar beurlaubt; er legte die Staatsprüfungen für Musik, Musikwissenschaft und Deutsch (Oberstufe) ab und war Hilfsassistent am Musikwissenschaftlichen Institut der Friedrich-Schiller-Universität Jena. 1940 wurde er in Germanistik bei Arthur Witte und Bernhard Kummer an der Philosophischen Fakultät mit der Dissertation Deutsche Übersetzungen des Walthariliedes: Scheffel, Winterfeld, Althof zum Dr. phil. promoviert. Von 1940 bis 1942 war er Musiklehrer am Realgymnasium Greiz. 1941 legte er die Assessorenprüfung in Weimar ab. 1942 wurde er Oberschullehrer an der Aufbauschule in Weimar und Dozent am Musikpädagogischen Institut der Musikhochschule in Weimar. Im Februar 1943 erfolgte die Einberufung zur Wehrmacht, wo er u. a. als Militärmusiker tätig war. Von April 1945 bis März 1947 verbrachte er in französischer Kriegsgefangenschaft in Heidenheim-Kreuznach-Rennes.
Von 1947 bis 1949 war er Chorleiter und Opernsänger am Theater in Greiz und danach Opern- und Konzertsänger (Bariton) am Landestheater in Wismar. 1951 wurde er Hochschuldozent und Direktor des Institutes für Musikerziehung an der Pädagogischen Fakultät der Universität Rostock. 1952/53 war er Dozent für Musikerziehung am Institut für Musikerziehung der Universität Leipzig. 1953 erhielt er einen Ruf als Professor mit Lehrauftrag für Theorie der Musik- und Gesangsausbildung an der Pädagogischen Fakultät der Universität Leipzig. Von 1957 bis 1959 war er Prodekan. 1965 wurde er Professor mit vollem Lehrauftrag für Musikgeschichte, Instrumentenkunde und Volksliedkunde ebendort, ab 1965 am Institut für Musikwissenschaft, Abteilung Musikerziehung. Am Institut war er 1966/67 Abteilungsleiter Künstlerische Praxis. Außerdem war er zweiter Vorsitzender der Senatskulturkommission der Universität. 1967 wurde er emeritiert.
Willert war von 1947 bis 1967 Mitglied des Kulturbundes der DDR. Ab 1960 gehörte er dem Verband deutscher Komponisten und Musikwissenschaftler, der Gesellschaft für Musikforschung und der Gesellschaft zur Verbreitung wissenschaftlicher Kenntnisse (Urania) an. Von 1961 bis 1967 war er im Bezirksvorstand Leipzig der Urania.
1972 erfolgte die Übersiedlung in die Bundesrepublik Deutschland nach Dietzenbach-Steinberg (Hessen), wo Willert Vertreter des Organisten in der Evangelischen Martin-Luther-Gemeinde war. Von 1981 bis 1986 vertrat er den Organisten in der Evangelisch-lutherischen Kirchgemeinde St. Petri in Göttingen-Weende und in der Evangelisch-lutherischen Kirchgemeinde der Klosterkirche St. Nikolaus in Göttingen-Nikolausberg. In der BRD veröffentlichte er zahlreiche  Werks- und Operneinführungen.
Willert, evangelisch-lutherisch, war verheiratet.

## Auszeichnungen
- 1963: Pestalozzi-Medaille für treue Dienste (Bronze)
- 1965: Medaille für ausgezeichnete Leistungen